# NGC 788
NGC 788 est une galaxie lenticulaire située dans la constellation de la Baleine. NGC 788 a été découverte par l'astronome germano-britannique William Herschel en 1785.

## Caractéristiques
Sa vitesse par rapport au fond diffus cosmologique est de 3 813 ± 33 km/s, ce qui correspond à une distance de Hubble de 56,2 ± 4,0 Mpc (∼183 millions d'al).
NGC 788 est une galaxie active de type Seyfert 1 et 2 (Sy 1 h).

## Trou noir supermassif
Selon les auteurs d'un article publié en 2002, la masse du trou noir central de NGC 788 est de 3,24 x 107{\displaystyle M_{\odot }} (107,51{\displaystyle M_{\odot }}).  
Une étude  réalisée en 2007  auprès de 90 galaxies de type Seyfert 2 utilisant la dispersion des vitesses a permis d'estimer la masse des trous noirs supermassifs centraux de celles-ci. Pour NGC 788, la masse du trou noir est égale à 32,4 × 106 {\displaystyle M_{\odot }} (107,51).
Selon une autre étude publiée en 2009 et basée sur la vitesse interne de la galaxie mesurée par le télescope spatial Hubble, la masse du trou noir supermassif au centre de la galaxie NGC 788 serait comprise entre 140 et 540 millions de {\displaystyle M_{\odot }}.
Selon un article plus récent (2012), plusieurs études de la dispersion des vitesses dans la région centrale ont permis d'estimer sa masse à 3,24 × 107 {\displaystyle M_{\odot }} (107,51).
Selon les auteurs d'un article publié en 2012, la masse du trou noir supermassif au centre de NGC 788 est de 32 millions de {\displaystyle M_{\odot }}. La connaissance de sa masse et de son taux d'accrétion permet d'estimer le taux de formation d'étoiles dans la région centrale des galaxies de type Seyfert. Ce taux pour cette galaxie serait à l'intérieur et à l'extérieur d'un rayon de 1 kpc respectivement de 0,12 {\displaystyle M_{\odot }}/an  et de 0,21 {\displaystyle M_{\odot }}/an
.

## Supernova
La supernova SN 1998dj a été découverte dans NGC 788 le 8 août 1998 par M. Modjaz, T. Shefler, E. Halderson, J. Y. King, W. D. Li, R. R. Treffers et A. V. Filippenko dans le cadre du programme LOSS (Lick Observatory Supernova Search) de l'observatoire Lick. Cette supernova était de type Ia.

## Groupe de NGC 788
NGC 788 est la plus grosse et la plus brillante galaxie d'un groupe d'au moins cinq galaxies qui porte son nom. Les quatre autres galaxies du groupe de NGC 788 sont IC 183, NGC 829, NGC 830 et NGC 842.